# Reptilia (singolo)
Reptilia è il secondo singolo estratto dal secondo album dei The Strokes, Room on Fire. Nel brano inserito come lato b del singolo, Post Modern Girls & Old Fashioned Men, il cantante Julian Casablancas duetta con Regina Spektor.
Il titolo della canzone, Reptilia, deriva da una parte del cervello, l'amigdala (chiamata anche Reptilian Brain), responsabile delle emozioni e della memoria emozionale.
L'insetto presente sulla copertina del singolo è ripresa dai cabinet del gioco Centipede di Atari del 1980.

## Tracce
1. Reptilia (Julian Casablancas) 3:36
2. Post Modern Girls & Old Fashioned Men (Julian Casablancas) 3:39

## Formazione
- Julian Casablancas - voce
- Fabrizio Moretti - batteria
- Nick Valensi - chitarra
- Albert Hammond Jr. - chitarra
- Nikolai Fraiture - basso